# نادي فيد
نادي فيد السعودي هو أحد أندية الدرجة الثالثة بمنطقة حائل في مدينة فيد ، تأسس عام 1396 هـ على يد حمد سالم الرضيمان رحمه الله .